# Список античных акведуков Рима

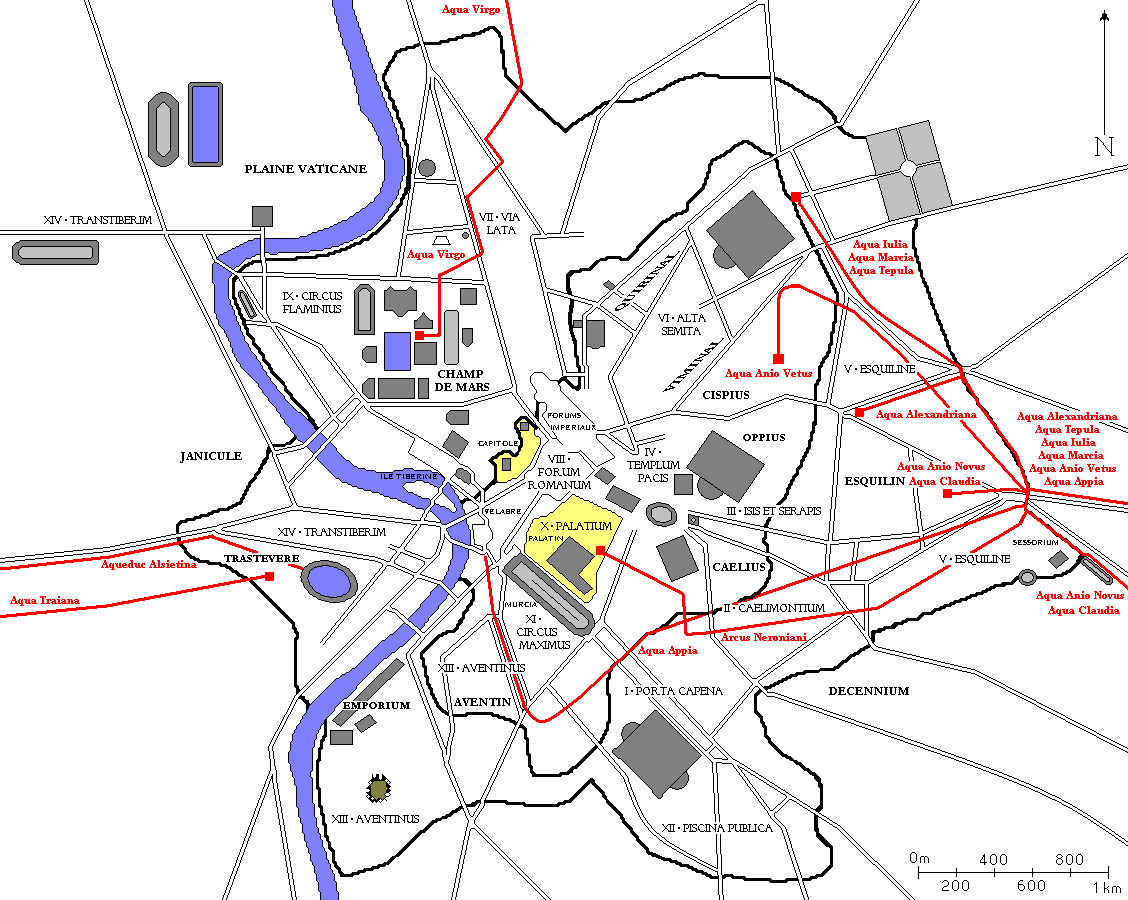
Акведуки Рима на плане города

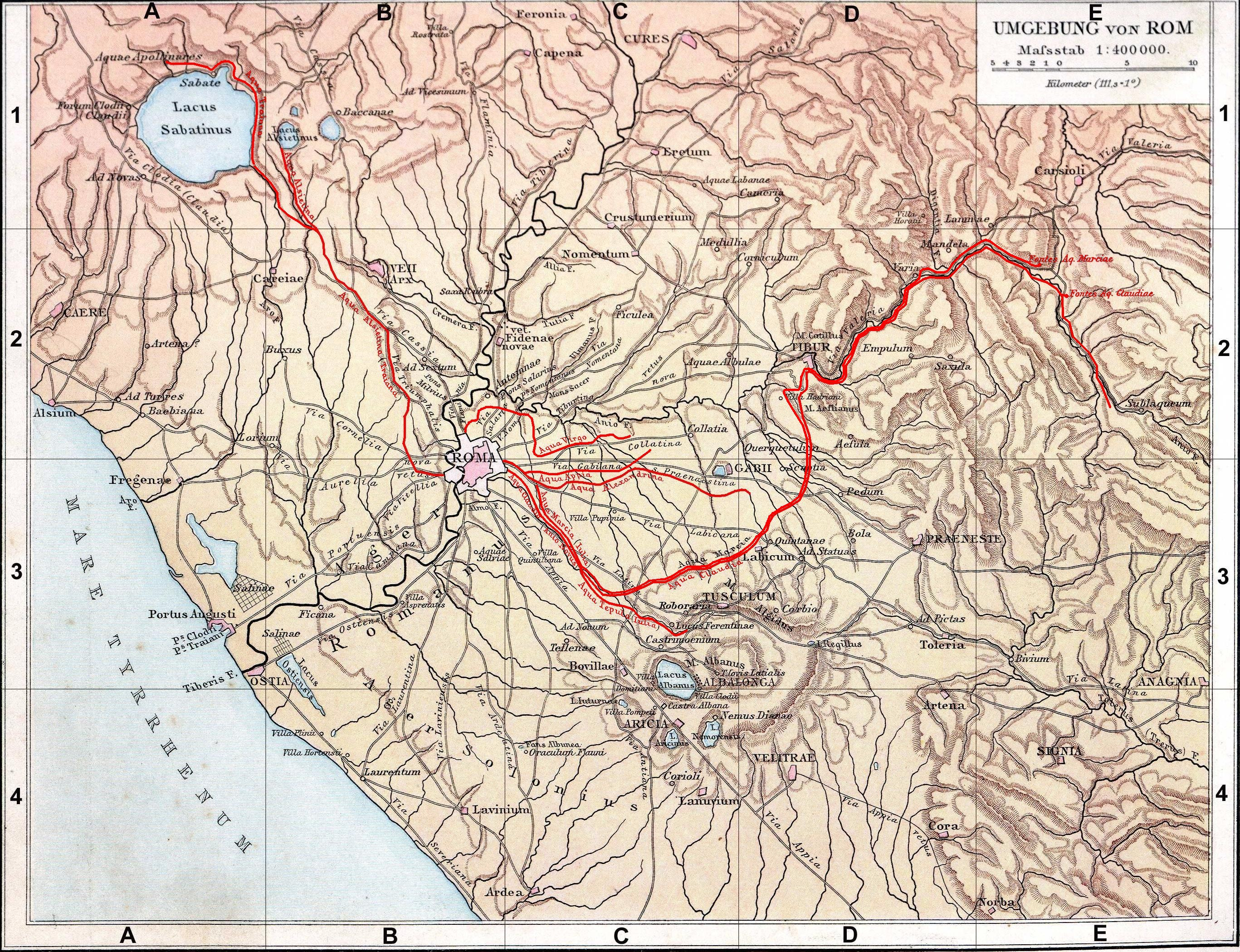
Акведуки Рима на карте Лация

Чтобы удовлетворить потребность в воде огромного по античным меркам полиса, римляне начиная с IV века до н. э. строили акведуки. Всего к III в н. э. было построено 11 акведуков, снабжавших город водой из источников долины Анио (притока Тибра), из Альбанских гор и озёр к северу от города. 
Подробное описание акведуков Рима (кроме последних двух по времени строительства) составил в конце I в. н. э. Секст Юлий Фронтин, цифры которого в пересчёте на современные меры приведены ниже. Так, согласно его данным, суммарный водозабор девяти старейших акведуков составлял более миллиона кубометров воды в сутки, а их общая протяжённость — более 400 километров.
Восемь из 11 акведуков входили в город с юго-восточной стороны, на Эсквилине (в местности ad Spem Veterem); Aqua Virgo приходила с севера, на Марсово поле; а Aqua Alsietina и Aqua Traiana — с запада, снабжая правый берег Тибра.

## Список
| Название         | Годы строительства | Длина, км | Водозабор (м³/день) | Строители                    |
| ---------------- | ------------------ | --------- | ------------------- | ---------------------------- |
| Aqua Appia       | 312 до н. э.       | 16,5      | 75 700              | Аппий Клавдий                |
| Aqua Anio Vetus  | 272–269 до н. э.   | 64        | 182 400             | Маний Курий и Луций Папирий  |
| Aqua Marcia      | 144–140 до н. э.   | 91        | 194 500             | Квинт Марций                 |
| Aqua Tepula      | 126–125 до н. э.   | 18        | 18 500              | Гней Сервилий и Луций Кассий |
| Aqua Julia       | 33 до н. э.        | 22        | 50 000              | Агриппа                      |
| Aqua Virgo       | 19 до н. э.        | 19        | 104 000             | Агриппа                      |
| Aqua Alsietina   | 2 до н. э.         | 33        | 16 300 (непитьевая) | Октавиан Август              |
| Aqua Claudia     | 38–52 н. э.        | 70        | 191 200             | Калигула и Клавдий           |
| Aqua Anio Novus  | 38–52 н. э.        | 87        | 196 500             | Калигула и Клавдий           |
| Aqua Traiana     | 109–110 н. э.      | ~33       |                     | Траян                        |
| Aqua Alexandrina | ~226 н. э.         | 22        |                     | Александр Север              |